# Emmendingen (stacja kolejowa)
Emmendingen (niem.: Bahnhof Emmendingen) – stacja kolejowa w Emmendingen, w kraju związkowym Badenia-Wirtembergia, w Niemczech. Według DB Station&Service ma kategorię 4. Znajduje się na linii Mannheim – Basel.

## Położenie
Stacja znajduje się bezpośrednio w centrum miasta Emmendingen. Jej adres to Bahnhofstraße 7. Bezpośrednio przed stacją znajduje się główny dworzec autobusowy Emmendingen, który jest głównym węzłem transportu publicznego w Emmendingen.

## Linie kolejowe
- Linia Mannheim – Basel

## Połączenia
| Rodzaj pociągu | Trasa | Takt                         |
| -------------- | --- | ---------------------------- |
| RE             | Offenburg – Lahr (Schwarzw) – Riegel-Malterdingen – Emmendingen – Freiburg (Breisgau) – Müllheim (Baden) – Weil am Rhein – Basel Bad Bf (– Basel SBB)   | co godzinę                   |
| RB             | Offenburg – Lahr (Schwarzw) – Riegel-Malterdingen – Emmendingen – Freiburg (Breisgau) (– Schallstadt – Müllheim (Baden) – Neuenburg (Baden))            | co 2 godziny                 |
| RB             | Offenburg – Lahr (Schwarzw) – Riegel-Malterdingen – Emmendingen – Freiburg (Breisgau) (– Schallstadt – Müllheim (Baden) – Weil am Rhein – Basel Bad Bf) | pojedyncze pociągi (Pon–Pią) |